# 壁の向こう
『壁の向こう』は、HBOで放送されたファンタジー・ドラマ・シリーズである『ゲーム・オブ・スローンズ』のシーズン7(第7章、副題『氷と炎の歌』)の第6話である。ショーランナーであるデイヴィッド・ベニオフ & D・B・ワイスの二人によって脚本が書かれ、アラン・テイラーが監督した。

ジョン率いる一行は、〈壁〉の向こうでホワイト・ウォーカー率いる〈亡者〉の大軍に包囲される。知らせを受けたデナーリスは3頭のドラゴンを連れて飛来し、ジョン以外の一行を救う。だがホワイト・ウォーカーを率いる〈夜の王〉が氷の槍をヴィセーリオンに投げて殺し、後に蘇生させて自軍に加える。ベンジェン・スタークが現れてジョンを救い、ジョンはデナーリスと一行に合流する。ウィンターフェルでは、アリアとサンサの間に不信が広がる。

## あらすじ

### ウィンターフェルにて
アリア・スターク(メイジー・ウィリアムズ)は、リトルフィンガーことピーター・ベイリッシュ(エイダン・ギレン)が手紙を部屋に隠したのを目撃し、それを捜索して見つけた。それはかつてサンサ(ソフィー・ターナー)がロブに宛てて送った、ジョフリーへの忠誠を求める手紙だった。リトルフィンガーの目論見通り、アリアはサンサの裏切りを責める。強制されて書かされたものだとサンサは弁解するが、アリアは受け入れない。
サンサはリトルフィンガーにそのことを相談する。リトルフィンガーは、起こりうる最悪の事態を想像するように言い、ブライエニー(グェンドリン・クリスティー)に守ってもらうべきだと答える。しかしキングズランディングからウィンターフェル城主・サンサへの招待の手紙が届き、城を離れることのできないサンサはブライエニーを代理として送り出す。アリアの部屋に忍び込んだサンサは、鞄の中に入った多くの人面皮を見つけて戦慄する。そこにアリアが現れたためその顔の皮について問いただす。〈顔のない男たち〉の修業によって得たものだとアリアは言い、姉の顔の皮を剥げばサンサになることもできると脅して立ち去る。

### ドラゴンストーンにて
ティリオン(ピーター・ディンクレイジ)は、 サーセイがデナーリス(エミリア・クラーク)との面会に罠を仕掛けるだろうと心配する。もしもの時の場合の後継ぎをどうするのかと尋ねるが、魔女の予言によって自分には子ができないと信じるデナーリスは、王位に就いたのちに考えると答える。
イーストウォッチから使い鴉が届き、〈壁〉の向こう側でホワイト・ウォーカー率いる〈亡者〉の大軍に包囲されたジョン・スノウらが救援を求めていると書いてあった。女王自ら救援に行くのは危険すぎるので捨て置くべきだとティリオンは諌めるが、何もしなかったから南の同盟（タイレル家とマーテル家）を失ったのだとデナーリスは言い、3頭のドラゴンとともに北に向けて飛び立つ。

### 壁の向こうにて
ジョン・スノウ(キット・ハリントン)、ジョラー・モーモント(イアン・グレン)、ジェンドリー(ジョー・デンプシー)、トアマンド(クリストファー・ヒヴュ)、 ハウンド(ロリー・マッキャン)、ベリック・ドンダリオン(リチャード・ドーマー)、ソロス(ポール・ケイ)と数名の〈野人〉たちは、〈亡者〉を一人連れ帰り、実在の証拠としてサーセイ側に示すため、〈壁〉の北を旅する。ジョンはジョラーの父ジオー・モーモントから授かった、モーモント家伝来のヴァリリア鋼の宝剣「ロングクロウ」を息子のジョラーに返そうとするが、「お前が受け継いでくれ」と辞退される。
ホワイト・ウォーカーによって〈亡者〉にされた大熊が一行に襲いかかりソロスが重傷を負う。そして一行は、ホワイト・ウォーカーに率いられた〈亡者〉の斥候を発見して奇襲。ジョンがホワイト・ウォーカーをロングクロウで粉砕すると、〈亡者〉は一人を除いて死者に戻った。唯一生き残った〈亡者〉を捕獲して縛り上げるが、その叫び声を〈亡者〉の大軍が聞き付け、一行はたちまち包囲される。ジョンはデナーリス(エミリア・クラーク)に救援を求める使い鴉を送らせるため、ジェンドリーだけを先に逃がして〈壁〉のイーストウォッチに帰還させる。一行は凍った湖の中央にある小島に逃げるが、包囲されて進退極まってしまう。しかし島に迫ろうとする〈亡者〉の群れは氷が割れて辿り着けない。膠着状態の睨み合いが続く中、ソロスが死んだためドンダリオンがその死体を焼く。
寒さが増して氷が厚くなり、いよいよ〈亡者〉の大軍が小島に迫る。一行が圧倒されそうになった時、デナーリスが3頭のドラゴンを率いて到着して〈亡者〉の群れを次々と焼き払う。デナーリスはドロゴンに一行を乗せて飛び立とうとするが、最後まで〈亡者〉と格闘するジョンは氷の穴に落ちて乗ることができない。ホワイト・ウォーカーの〈夜の王〉の投げた氷の槍によってヴィセーリオンが殺され、湖底に沈んだ。ドラゴンの1頭を失ったデナーリスはジョンを残して飛び立つ。ジョンは辛うじて湖から這い上がるが再び〈亡者〉の追撃を受ける。そこに叔父のベンジェン(ジョゼフ・マウル)が現れて〈亡者〉を薙ぎ払い、自分の馬を与えてジョンを逃す。残ったベンジェンは〈亡者〉に圧倒されるが、ジョンは凍死寸前でイーストウォッチに辿り着く。
ジョンは船に乗せられて手当を受け、デナーリスが見舞う。ジョンは〈壁〉の向こうに旅するべきではなかったと話し、ヴィセーリオンの死を悼む。ジョンはデナーリスを自分の女王と呼んで忠誠を誓い、デナーリスなら北部人たちもきっと理解するだろうと言う。デナーリスはジョンと共にホワイト・ウォーカーと戦うことを誓う。
〈夜の王〉は〈亡者〉たちにヴィセーリオンの死体を湖から引き揚げさせる。〈夜の王〉が触れるとヴィセーリオンは蘇り、その瞳は〈亡者〉と同じく青く輝く。

## 製作

### 脚本
原作者との話し合いにより、未刊の原作に基づいて脚本が書かれた。ショーランナーの二人が脚本を書いた。

### キャスティング
ミアのソロス役のポール・ケイは最後の出演となった。ベンジェン・スターク役のジョゼフ・マウルは今シーズン初かつシリーズ最後の出演となった。

## 評価

### 視聴人数
本エピソードは、アメリカ合衆国内の初回放送で1024万人に視聴された。この時点では、シーズン7エピソード5に次ぐ2番目に大きな数字であったが、次エピソードが放送されたのちにはシーズン3番目の数字になった。

### 受賞
第70回プライムタイム・エミー賞クリエイティブアーツ部門において、衣装賞、サウンドミキシング賞、視覚効果賞を受賞した。

## 参照
1. ↑  Porter, Rick (2017年8月22日). “Sunday cable ratings: ‘Survivor’s Remorse’ premiere steady, ‘Game of Thrones’ down a little”. TV by the Numbers. 2017年8月22日閲覧。